# Bougainvillea pomacea
Bougainvillea pomacea är en underblomsväxtart som beskrevs av Jacques Denys Denis Choisy. Bougainvillea pomacea ingår i släktet Bougainvillea och familjen underblomsväxter. Inga underarter finns listade i Catalogue of Life.